# Long Pine
Long Pine è un comune degli Stati Uniti d'America, situato nello Stato del Nebraska, nella contea di Brown.